# 1947 보스톤
1947 보스톤은 2023년 개봉한 대한민국의 영화이다. 강제규가 감독을 맡았으며, 하정우, 임시완, 배성우, 김상호가 주연을 맡았다.

## 출연

### 주연
- 하정우: 손기정 역
- 임시완: 서윤복 역 (아역 김정철)
- 배성우: 남승룡 역

### 조연
- 김상호 - 백남현 역
- 오희준: 동구 역 - 윤복의 친구
- 박효주: 윤서 역 - 승룡의 아내
- 서정연: 윤복의 어머니 역
- 최규환: 이길용 기자 역
- 송영창: 홍 사장 역
- 이규복: 통역관 역
- 정영주: 옥림의 어머니 역
- 박서원 : 금림

### 단역
- 리민 : 냉면집 주인 역
- 윤희철 : 체육사사장 역
- 김서현 : 장의사 역
- 최종률 : 하와이 할아버지 역
- 김민경 : 하화이 할머니 역
- 홍성덕 : 하화이 중년남 역
- 양지수 : 한인마켓 주인 역
- 김환영 : 육상구락부 선수 역
- 황자능 : 육상구락부 선수 역
- 김수혁 : 육상구락부 선수 역
- 서동규 : 육상구락부 선수 역
- 안태준 : 육상구락부 선수 역
- 태경 : 육상구락부 선수 역
- 구자건 : 육상구락부 선수 역
- 이태형 : 김교신 노제자 역
- 이승준 : 김교신 제자 2 역
- 이한종 : 선발전 기자 1 역
- 천재홍 : 선발전 기자 2 역
- 노형원 : 유지 2 역
- 주영호 : 선발전 사회자 역
- 윤부진 : 전파사 주인 역
- 정미남 : 녹음실 순사 역
- 조혜선 : 요정 기생 1역
- 정익한 : 출정식 참가자 2 역
- 박기선 : 보스턴 교민 1역
- 오경주 : 보스턴 교민 4 역
- 양소민 : 보스턴 교민 5 역
- 조홍우 : 태평로 사진기자 2 역
- 류해준
- 이형지
- 구자건
- 박경훈
- 유미선
- 진범일
- 서동훈
- 박한울
- 박찬우
- 카슨 엘런 : 기자 역

### 특별출연
- 박은빈: 옥림 역
- 임현성: 한인회장 역

## 줄거리
서윤복의 1947년 보스턴 마라톤 대회 우승을 소재로 하고 있다.

## 역사왜곡
서윤복의 1947년 보스턴 마라톤 대회 우승이라는 역사적 사실을 기반으로 영화를 만들었다고 하지만 영화 내용 중 몇가지 역사왜곡이 존재한다.

### 미 군정청의 반대
영화에서는 한국의 선수들이 보스턴 마라톤 대회에 출전할 수 있게 해 주는 서류인 재정보증서를 미 군정청의 존 R. 하지 군정사령관이 거절하여 미국행이 좌절될 뻔할 위기가 나오고 덕수궁 대한문 앞에 모인 군중이 마치 IMF시절 금 모으기 운동처럼 십시일반하여 문제를 단숨에 해결한 것처럼 묘사했지만 서윤복의 회고록을 보면 실제로 이 문제를 도와준 이들은 미 군정청의 미국인들이었다.
영화에서도 조력자로 등장하는 미 군정청 체육담당관인 스미들리 여사는 당시 손기정의 손을 잡아끌고 존 R. 하지 군정사령관 앞으로 가 600달러를 선뜻 내놓으며 “장군도 협조하세요, 성금을 거둬 보냅시다”라고 말했다는 것이다. 이후 미 군정청 직원들이 1달러씩 냈고, 호러스 호턴 언더우드 연세대 이사장이 많은 돈을 빌려줘 가까스로 출발할 수 있었다고 한다. 그런데 영화에서는 알려진 사실과는 반대로 미 군정청이 서윤복의 출전을 반대한 것으로 묘사한다.

### 유니폼의 성조기 부착 갈등
영화에서는 오로지 성조기가 달린 유니폼을 착용하라는 보스턴 마라톤 주최 측과 심각한 갈등이 발생했던 것처럼 나오지만 실제로는 아무 갈등이 없었고 서윤복은 실제로 태극기와 성조기가 동시에 부착된 유니폼을 착용하고 마라톤 경기에 출전했고 시상식에서는 태극기만 부착된 유니폼을 착용하였다.
손기정의 1936년 베를림 올림픽 마라톤 대회 우승시 실제로 있었던 일장기 말소 사건을 모티브로 영화의 극적인 재미를 위해 의도적으로 왜곡해서 넣은 것으로 추정된다.

### 귀국 비행기
영화에서는 미국까지 갈 때와 마찬가지로 서윤복 일행이 비행기를 타고 귀국하는 모습이 마지막 장면으로 나오지만 실제 역사적 사실은,화물선을 타고 18일 만에 귀국했다.
그 이유는 보스턴에 도착한 직후 한 교포가 선수단을 초대해 고급 식당에서 성대한 만찬을 베풀었는데 만찬 비용을 지불해야 할 교포가 잠적을 하였고 서윤복 일행은 하는 수 없이 돌아올 때 써야 할 비행기표 비행을 그 식당에 주고 귀국할 때는 할 수 없이 비용이 저렴한 배를 얻어타고 귀국할 수 있었다.